# 한호용
한호용(1974년 11월 6일 ~ )은 대한민국의 배우이다. 홈쇼핑 먹방 대명사로 유퀴즈에 출연했다.

## 학력
- 서울예술대학 연극과

## 출연작

### 영화
- 《더 킹》 (2017년) - AM 아나운서 역
- 《고산자, 대동여지도》 (2016년) - 여주관아 처형장 종사관 역
- 《차이나타운》 (2015년)
- 《살인의뢰》 (2015년) - 경찰서 앞 형사 역
- 《카트》 (2014년)
- 《제보자》 (2014년)

### 드라마
- 《내추럴로맨스》 (2018년, 네이버TV) - 재판장 역
- 《밥상 차리는 남자》 (2017년, MBC)
- 《크리미널 마인드》 (2017년, tvN)
- 《38사기동대》 (2016년, OCN)
- 《뱀파이어 탐정》 (2016년, OCN)
- 《시그널》 (2016년, tvN)
- 《영주》 (2016년, SBS)
- 《영웅들》 (2015년, QTV)
- 《아름다운 나의신부》 (2015년, OCN)
- 《내마음 반짝반짝》 (2015년, SBS)
- 《피노키오》 (2014년~2015년, SBS) - 공장 관계자 역
- 《가족끼리 왜 이래》 (2014년~2015년, KBS2) - 공인중개사 역
- 《운명처럼 널 사랑해》 (2014년, MBC)
- 《신의 퀴즈 4》 (2014년, OCN)

## 수상
- 2013년 제31회 인천항구연극제 남자신인연기상
- 2013년 제11회 김천국제가족연극제 일반경연부문 우수연기상